# Bulutigo
Bulutigo is een bestuurslaag in het regentschap Lamongan van de provincie Oost-Java, Indonesië. Bulutigo telt 2380 inwoners (volkstelling 2010).